# 성장산업
성장산업(成長産業)은 사양산업의 반대 용어이다. 기술혁신이 발전되고 산업사회의 진전 속에서 급속하게 성장하는 산업과 반대로 정체하는 산업이 나타난다. 전자를 성장산업이라 하고, 후자를 사양산업(斜陽産業)이라고 한다. 현재 석탄은 사양산업이 되었고, 석유, 전력의 에너지 산업은 성장산업이 되었다. 그리고 철강, 전기 기계, 석유 화학, 자동차 등도 현재의 성장산업으로 꼽힌다. 그러나 이 산업들도 새로운 성장산업의 등장으로 사양산업이 될 가능성이 있다고 보아야 한다. 장래의 성장산업으로 정보산업, 주택산업, 해양산업, 원자력산업, 일렉트로닉스 산업 등이 각광을 받고 있다.

## 같이 보기
- 사양산업